# The Circle Brasil
The Circle Brasil é um reality show brasileiro, produzido pelo Studio Lambert e Motion Content Group, que foi lançado na Netflix no março de 2020. Juntamente com o The Circle Brasil, a Netflix também está atualmente escalando para o The Circle Estados Unidos e The Circle França.
O programa se apresenta como um jogo baseado nas mídias sociais, com o conceito de que "qualquer um pode ser alguém no The Circle". Foi comparado ao Big Brother e Catfish em formato.
A vencedora do programa foi Marina Gregory, superando Ray Santos, JP Gadêlha, Raphael Dumaresq e Lucas Blazute & Marcel Blazute. Marina levou o prêmio principal de R$ 300 mil.

## Produção
The Circle Brasil foi filmado no outono de 2019, após a primeira temporada da versão americana e a segunda temporada da versão britânica. As filmagens ocorreram no mesmo prédio usado para a versão americana e a segunda temporada da versão britânica em Salford, Inglaterra.

## Formato
Os participantes do programa, ou "jogadores", se mudam para um prédio de apartamentos. No entanto, os competidores nunca se encontrarão cara a cara durante o decorrer da competição, pois cada um viverá em seu próprio apartamento individual. Eles se comunicarão apenas usando seus perfis em um aplicativo especialmente projetado, dando a eles a capacidade de se retratarem da maneira que escolherem.
Durante o programa, os competidores irão "classificar" uns aos outros em cinco. No final das classificações, suas pontuações médias são reveladas uma da outra, da maior para a menor. Os dois jogadores mais bem classificados se tornarão "influenciadores", enquanto os demais jogadores correrão o risco de serem "bloqueados" pelos influenciadores. Jogadores bloqueados são eliminados do jogo, mas têm a oportunidade de conhecer um jogador que ainda está no jogo pessoalmente.
Durante a final, os competidores avaliam um ao outro uma última vez, onde o jogador mais bem classificado vence. Os espectadores também escolhem seu "campeão de espectadores" entre os finalistas.

## Apresentadores
| Apresentador(a) | Temporadas |
| Apresentador(a) | 1          |
| --------------- | ---------- |
| Giovanna Ewbank |            |

## Participantes
Até a primeira edição, o The Circle Brasil já contou com 13 participantes oficiais, Lucas & Marcel foram contados apenas uma vez por serem considerados um único jogador.
| Temporada           | Finalistas     | Finalistas    | Finalistas | Finalistas       | Finalistas     | Outros participantes em ordem de eliminação                                                                       | Total |
| Temporada           | Vencedor       | 2.º lugar     | 3.º lugar  | 4.º lugar        | 5.º lugar      | Outros participantes em ordem de eliminação                                                                       | Total |
| ------------------- | -------------- | ------------- | ---------- | ---------------- | -------------- | --- | ----- |
| The Circle Brasil 1 | Marina Gregory | Rayssa Santos | JP Gadêlha | Raphael Dumaresq | Lucas & Marcel | Raf Vilar • Renan Marconi • Lorayne Oliver • João Akel • Paloma Lisboa • Gaybol • Rob Vulcan • Ana Carla Medeiros | 13    |

## 1ª. Temporada
Em negrito são os nomes que os participantes usaram no programa.
| Nome verdadeiro         | Jogando como                          | Idade | Origem                         | Entrada    | Saída       | Resultado    |
| ----------------------- | ------------------------------------- | ----- | ------------------------------ | ---------- | ----------- | ------------ |
| Marina Gregory          | Ela mesma, mas cantora e com 22 anos  | 25    | Rio de Janeiro, Rio de Janeiro | Episódio 1 | Episódio 12 | Vencedora    |
| Rayssa Santos (Ray)     | Ela mesma, mas solteira e com 25 anos | 22    | Manaus, Amazonas               | Episódio 4 | Episódio 12 | 2º lugar     |
| JP Gadêlha              | Ele mesmo, mas com 28 anos            | 31    | Recife, Pernambuco             | Episódio 1 | Episódio 12 | 3º lugar     |
| Raphael Dumaresq        | Ele mesmo                             | 24    | Natal, Rio Grande do Norte     | Episódio 1 | Episódio 12 | 4º lugar     |
| Lucas Blazute           | Gêmeos, jogando como Luma, 27 anos    | 30    | Rio Branco, Acre               | Episódio 2 | Episódio 12 | 5º lugar     |
| Marcel Blazute          | Gêmeos, jogando como Luma, 27 anos    | 30    | Rio Branco, Acre               | Episódio 2 | Episódio 12 | 5º lugar     |
| Raf Vilar               | Ana Paula, 35 anos                    | 37    | Rio de Janeiro, Rio de Janeiro | Episódio 7 | Episódio 11 | 8º Bloqueado |
| Renan Marconi           | Ele mesmo, mas solteiro e com 26 anos | 30    | Maringá, Paraná                | Episódio 9 | Episódio 10 | 7º Bloqueado |
| Lorayne Oliver          | Ela mesma                             | 22    | Realeza, Paraná                | Episódio 1 | Episódio 10 | 6ª Bloqueada |
| João Akel               | Ele mesmo, mas médico e com 30 anos   | 20    | Araxá, Minas Gerais            | Episódio 1 | Episódio 9  | 5º Bloqueado |
| Paloma Lisboa           | Lucas, 25 anos e hétero               | 26    | São Paulo, São Paulo           | Episódio 1 | Episódio 6  | 4ª Bloqueada |
| Gabriel Moraes (Gaybol) | Ele mesmo                             | 26    | São Paulo, São Paulo           | Episódio 1 | Episódio 5  | 3º Bloqueado |
| Rob Vulcan              | Júlia, bissexual e solteira           | 34    | Sorocaba, São Paulo            | Episódio 1 | Episódio 3  | 2º Bloqueado |
| Ana Carla Medeiros      | Ela mesma                             | 22    | Campina Grande, Paraíba        | Episódio 1 | Episódio 2  | 1ª Bloqueada |

## Outras aparições
Além de participarem do The Circle Brasil, alguns dos participantes passaram a competir em outros reality shows.
| Participante   | Edição The Circle | Colocação             | Reality show              | Temp. | Colocação               |
| -------------- | ----------------- | --------------------- | ------------------------- | ----- | ----------------------- |
| JP Gadêlha     | 1                 | Finalista – 3.º lugar | A Fazenda                 | 12    | Eliminado – 19.º lugar  |
| JP Gadêlha     | 1                 | Finalista – 3.º lugar | A Ilha dos Famosos        | 3     | Vencedor – 1.º lugar    |
| Marina Gregory | 1                 | Vencedora – 1º lugar  | De Férias com o Ex Brasil | 7     | Participante – Original |
| Marina Gregory | 1                 | Vencedora – 1º lugar  | All Star Shore            | 1     | Vencedora – 1.º lugar   |

## Histórico
|                       | Episódio 1                                | Episódio 3                                 | Episódio 5                              | Episódio 5                              | Episódio 8                                   | Episódio 9                           | Episódio 10                       | Episódio 11                           | Episódio 12                                             | Episódio 12                                      |
| Final                 | Final                                     | Episódio 3                                 | Episódio 5                              | Episódio 5                              | Episódio 8                                   | Episódio 9                           | Episódio 10                       | Episódio 11                           |                                                         |                                                  |
| --------------------- | ----------------------------------------- | ------------------------------------------ | --------------------------------------- | --------------------------------------- | -------------------------------------------- | ------------------------------------ | --------------------------------- | ------------------------------------- | ------------------------------------------------------- | ------------------------------------------------ |
| Influenciadores       | Dumaresq Marina                           | Lorayne Marina                             | JP Lorayne                              | JP Lorayne                              | Lucas & Marcel Dumaresq                      | Lucas & Marcel                       | Dumaresq JP                       | JP Dumaresq                           | (nenhum)                                                | (nenhum)                                         |
|                       |                                           |                                            |                                         |                                         |                                              |                                      |                                   |                                       |                                                         |                                                  |
| Marina                | 2º                                        | 2º                                         | 4º                                      | 4º                                      | 4º                                           | Não divulgado                        | 5º                                | 6º                                    | 1º                                                      | Vencedora (Episódio 12)                          |
| Ray                   | Ausente                                   | Ausente                                    | Imune                                   | Imune                                   | 3º                                           | Não divulgado                        | 7º                                | 3º                                    | 2º                                                      | 2º lugar (Episódio 12)                           |
| JP                    | 8º                                        | 5º                                         | 1º                                      | 1º                                      | 5º                                           | Não divulgado                        | 2º                                | 1º                                    | 3º                                                      | 3º lugar (Episódio 12)                           |
| Dumaresq              | 1º                                        | 3º                                         | 5º                                      | 5º                                      | 2º                                           | Não divulgado                        | 1º                                | 2º                                    | 4º                                                      | 4º lugar (Episódio 12)                           |
| Lucas & Marcel "Luma" | Ausente                                   | Imune                                      | 3º                                      | 3º                                      | 1º                                           | Não divulgado                        | 3º                                | 4º                                    | 5º                                                      | 5º lugar (Episódio 12)                           |
| Raf "Ana"             | Ausente                                   | Ausente                                    | Ausente                                 | Ausente                                 | Imune                                        | Não divulgado                        | 4º                                | 5º                                    | Bloqueado (Episódio 11)                                 | Bloqueado (Episódio 11)                          |
| Renan                 | Ausente                                   | Ausente                                    | Ausente                                 | Ausente                                 | Ausente                                      | Imune                                | 6º                                | Bloqueado (Episódio 10)               | Bloqueado (Episódio 10)                                 | Bloqueado (Episódio 10)                          |
| Lorayne               | 3º                                        | 1º                                         | 2º                                      | 2º                                      | 7º                                           | Não divulgado                        | Bloqueada (Episódio 10)           | Bloqueada (Episódio 10)               | Bloqueada (Episódio 10)                                 | Bloqueada (Episódio 10)                          |
| Akel                  | 4º                                        | 4º                                         | 6º                                      | 6º                                      | 6º                                           | Bloqueado (Episódio 9)               | Bloqueado (Episódio 9)            | Bloqueado (Episódio 9)                | Bloqueado (Episódio 9)                                  | Bloqueado (Episódio 9)                           |
| Loma "Lucas"          | 6º                                        | 7º                                         | 7º                                      | 7º                                      | Bloqueada (Episódio 6)                       | Bloqueada (Episódio 6)               | Bloqueada (Episódio 6)            | Bloqueada (Episódio 6)                | Bloqueada (Episódio 6)                                  | Bloqueada (Episódio 6)                           |
| Gaybol                | 7º                                        | 8º                                         | 8º                                      | 8º                                      | Bloqueado (Episódio 5)                       | Bloqueado (Episódio 5)               | Bloqueado (Episódio 5)            | Bloqueado (Episódio 5)                | Bloqueado (Episódio 5)                                  | Bloqueado (Episódio 5)                           |
| Rob "Julia"           | 5º                                        | 5º                                         | Bloqueado (Episódio 3)                  | Bloqueado (Episódio 3)                  | Bloqueado (Episódio 3)                       | Bloqueado (Episódio 3)               | Bloqueado (Episódio 3)            | Bloqueado (Episódio 3)                | Bloqueado (Episódio 3)                                  | Bloqueado (Episódio 3)                           |
| Ana Carla             | 9º                                        | Bloqueada (Episódio 2)                     | Bloqueada (Episódio 2)                  | Bloqueada (Episódio 2)                  | Bloqueada (Episódio 2)                       | Bloqueada (Episódio 2)               | Bloqueada (Episódio 2)            | Bloqueada (Episódio 2)                | Bloqueada (Episódio 2)                                  | Bloqueada (Episódio 2)                           |
|                       |                                           |                                            |                                         |                                         |                                              |                                      |                                   |                                       |                                                         |                                                  |
| Notas                 | (nenhuma)                                 | (nenhuma)                                  | 1                                       | 1                                       | 2                                            | 3                                    | 4                                 | (nenhuma)                             | 5                                                       | 5                                                |
| Bloqueado             | Ana Carla Bloqueada por Dumaresq e Marina | Rob "Julia" Bloqueado por Lorayne e Marina | Gaybol Participante com menor pontuação | Loma "Lucas" Bloqueada por JP e Lorayne | Akel Bloqueado por Dumaresq e Lucas & Marcel | Lorayne Bloqueada por Lucas & Marcel | Renan Bloqueado por Dumaresq e JP | Raf "Ana" Bloqueado por Dumaresq e JP | Lucas & Marcel "Luma" Participantes com menor pontuação | Dumaresq Participante com quarta maior pontuação |
| Bloqueado             | Ana Carla Bloqueada por Dumaresq e Marina | Rob "Julia" Bloqueado por Lorayne e Marina | Gaybol Participante com menor pontuação | Loma "Lucas" Bloqueada por JP e Lorayne | Akel Bloqueado por Dumaresq e Lucas & Marcel | Lorayne Bloqueada por Lucas & Marcel | Renan Bloqueado por Dumaresq e JP | Raf "Ana" Bloqueado por Dumaresq e JP | JP Participante com terceira maior pontuação            | Ray Participante com segunda maior pontuação     |
| Bloqueado             | Ana Carla Bloqueada por Dumaresq e Marina | Rob "Julia" Bloqueado por Lorayne e Marina | Gaybol Participante com menor pontuação | Loma "Lucas" Bloqueada por JP e Lorayne | Akel Bloqueado por Dumaresq e Lucas & Marcel | Lorayne Bloqueada por Lucas & Marcel | Renan Bloqueado por Dumaresq e JP | Raf "Ana" Bloqueado por Dumaresq e JP | Marina Participante com maior pontuação                 |                                                  |

## Classificação geral
| Pos. | Participante                   | Classificação | Bloqueado por             | Bloqueado em |
| ---- | ------------------------------ | ------------- | ------------------------- | ------------ |
| 1    | Marina Gregory                 | Finalista     | Classificação Final       | —            |
| 2    | Ray Santos                     | Finalista     | Classificação Final       | Episódio 12  |
| 3    | JP Gadêlha                     | Finalista     | Classificação Final       | Episódio 12  |
| 4    | Raphael Dumaresq               | Finalista     | Classificação Final       | Episódio 12  |
| 5    | Lucas Blazute & Marcel Blazute | Finalista     | Classificação Final       | Episódio 12  |
| 6    | Raf Vilar                      | 5º lugar      | Dumaresq e JP             | Episódio 11  |
| 7    | Renan Marconi                  | 6º lugar      | Dumaresq e JP             | Episódio 10  |
| 8    | Lorayne Oliver                 | Não divulgada | Lucas & Marcel            | Episódio 10  |
| 9    | João Akel                      | 7º lugar      | Dumaresq e Lucas & Marcel | Episódio 9   |
| 10   | Loma Lisboa                    | 8º lugar      | JP e Lorayne              | Episódio 5   |
| 11   | Gaybol Moraes                  | 9º lugar      | Classificação             | Episódio 5   |
| 12   | Rob Vulcan                     | 5º lugar      | Lorayne e Marina          | Episódio 3   |
| 13   | Ana Carla Medeiros             | 9º lugar      | Dumaresq e Marina         | Episódio 2   |

## Prêmios e indicações
| Prêmio          | Categoria           | Resultado | Ref.  |
| --------------- | ------------------- | --------- | ----- |
| Capricho Awards | Melhor Reality Show | Indicado  | [ 7 ] |